# Бонфанте, Ларисса
Ларисса Бонфанте (итал. Larissa Bonfante) — американский лингвист-классицист и археолог итальянского происхождения, профессор классических исследований Нью-Йоркского университета, признанный авторитет в сфере исследований этрусского языка и этрускологии в целом.
Родилась в Неаполе, дочь профессора Джулиано Бонфанте, также видного этрусколога. Изучала изобразительное искусство и классическую античность в Колледже Барнарда, где в 1954 г. получила степень бакалавра искусств. В 1957 г. получила степень магистра искусств в Университете Цинциннати. В 1966 г. защитила докторскую диссертацию по истории искусства и археологии в Колумбийском университете.
Автор объёмного труда по грамматике и лексике этрусского языка.
В 2007 г. награждена Золотой медалью Археологического института Америки за выдающиеся археологические достижения.

## Избранные публикации
- Etruscan dress, 1975
- (with Giuliano Bonfante) The Etruscan language: an introduction, 1983
- Etruscan life and afterlife: a handbook of Etruscan studies, 1986
- Reading The Past Etruscan, 1990
- Corpus Speculorum Etruscorum USA 3, 1997
- (with Judith Swaddling) Etruscan myths, 2006
- The Barbarians of Ancient Europe, 2011